# Catedral naval de Kronstadt

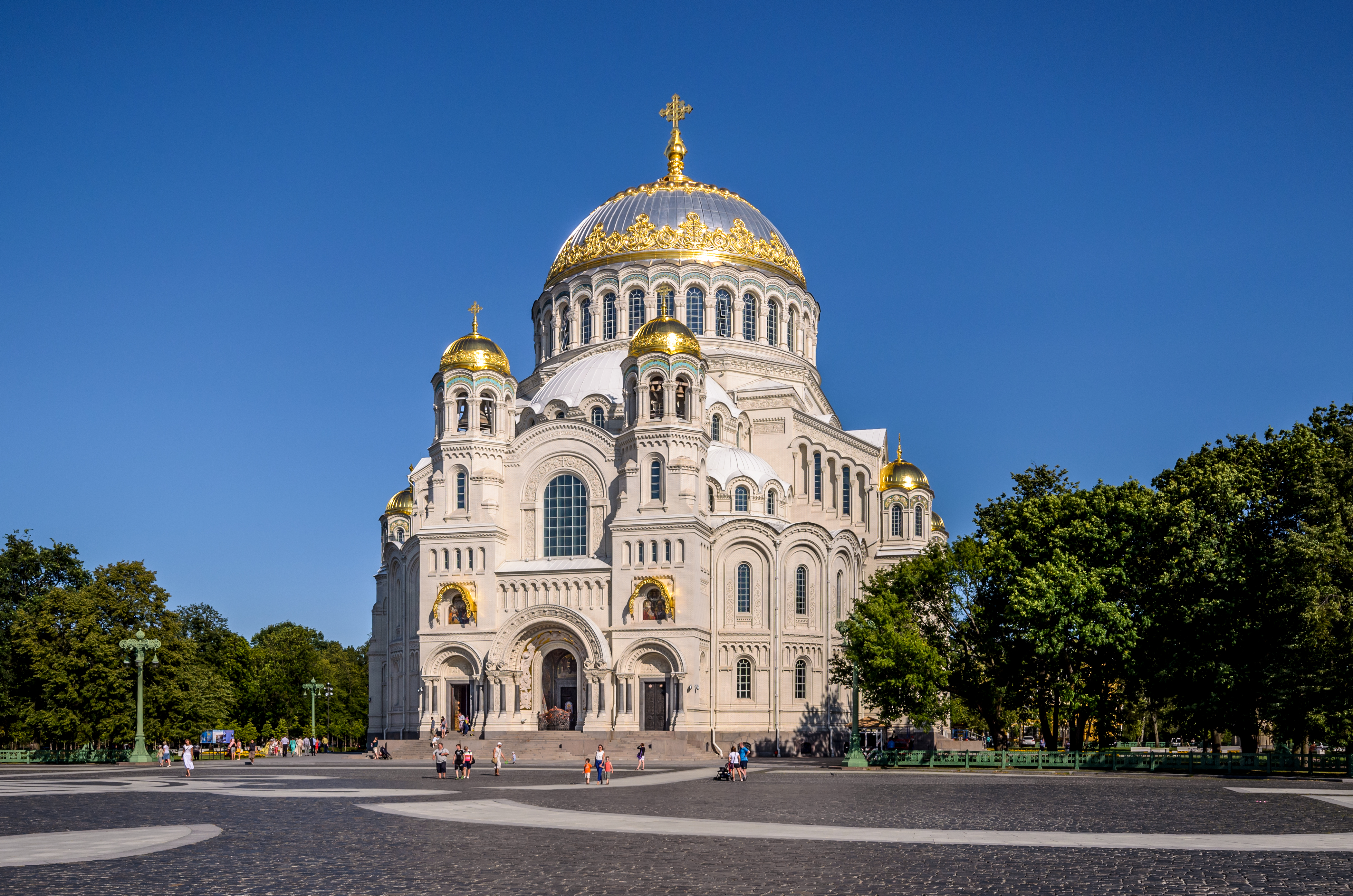
Catedral naval de Kronstadt

La catedral naval de Sant Nicolau de Kronstadt (en rus, Морско́й собо́р святи́теля Никола́я Чудотво́рца, Morskoi sobor sviatítelia Nikolaia Txudotvortsa) és una catedral ortodoxa russa aixecada entre 1903 i 1913 com a temple principal de la flota del Bàltic, dedicada a tots els mariners caiguts. Després de la Revolució Bolxevic, l'església va ser tancada al culte i va passar a ser un cinema, un club d'oficials i el 1980, fins i tot, un museu de la Marina.
El 2002 va ser reinstal·lada la creu a la cúpula principal, i es van fer serveis religiosos el 2005. No obstant això, des de llavors només s'ha reobert en ocasions especials. El 2013, amb l'assistència del primer ministre rus Dmitri Medvédev i la seva dona, el patriarca, Ciril I de Moscou, al costat del Patriarca de  Jerusalem Teòfil III, van dur a terme la cerimònia de la consagració de la renovada catedral, ja completament restaurada. Els arquitectes van ser Vassili i Gueorgui Kossiakov, i l'estil és un exemple d'arquitectura neobizantina. L'obra és de colossals proporcions, i la cúpula arriba fins gairebé 27 metres de diàmetre.
El centre històric de Kronstadt, inclosa la catedral, formen part del Patrimoni de la Humanitat (codi 540-002) amb el títol «Centre històric de Sant Petersburg i conjunts monumentals annexos».